# Pegu
Pegu ou Bago é uma cidade e a capital da região de Pegu em Mianmar.

## História
Diversas crônicas em mon relatam datas da fundação de Pegu amplamente divergentes, com uma gama de variação de aproximadamente setecentos anos. Enquanto que o Zabu Kun-Cha, um tratado administrativo birmanês do início do século XV, afirma que a cidade foi fundada em 1276/77 As primeiras evidências existentes de Pegu como local datam apenas do período tardio da Dinastia de Pagã (1212 e 1266), quando ainda era uma cidade pequena, nem mesmo uma capital provincial. Após o colapso do Império de Pagã, a cidade tornou-se parte do Reino separatista de Martaban na década de 1290.